# 皮革用塗料
皮革用塗料（ひかくようとりょう）は、皮革に対し、保護、美観、機能を付与するように調合された塗料で、表面に塗りつけることで機能する。塗料の中でも、柔らかい素材に塗られる場合が多いので、柔軟性に富んでいる必要がある。また、皮革製品が身近なものであり手で触ることも多いことから、塗料の仕上げ剤として感触（人にとって心地よい、用途に必要とされる）を求められる塗料でもある。さらに、天然素材を生かす意味では木工用塗料も同じであるが、見た目にも感触でも、素材を生かすことが要求される塗料である。

## 使用方法
通常の使用方法は、最初に水性の塗料を塗り、その上に溶剤系の塗料を塗って使う場合が多い。
最初の水性塗料（下塗り）をバインダーと呼ぶ。これは、皮革と仕上げ材のバインダー＝結ぶという意味に解すれば理解しやすい。成分は、主にアクリル系エマルジョンの接着剤グレード（粘着性がある）を使うことが多い。近年は、強靭な性能を要求されるので、より強靭なウレタン系エマルジョンが使われるようになっている。
溶剤系の塗料（上塗り）は、ニトロセルロースラッカー系が多いが、強靭な性能を要求されるときは、ウレタン（イソシアネート系硬化剤との組合せ）系が使われるようになっている。
特に、最近は、環境に対する影響が少ない塗料として、有機溶剤を使わない水性仕上げも登場し、性能も優れたものが出来ている。
塗料の塗り方は様々な方法があるが、下塗りも上塗りも、最も一般的な方法はスプレー塗装である。
皮革用塗料に特徴的な塗装方法に、下塗り塗料の「手塗り」があるが、その方法は、刷毛を使うものではなく、水性塗料を毛足の長いじゅうたんの様な布に含ませて皮革に塗りつける、特殊なものである。この方法は、皮革の毛穴や繊維の間に下塗り塗料をしっかり含侵させることが出来、密着の良い仕上がりが出来る。一方、むらなく仕上げるには熟練を要するものである。
伝統的な仕上げの中に、カゼイン仕上げがある。これは牛乳に含まれるミルクカゼインなどを主な成分としているが、水性であり塗装の仕上げや加工段階での表面磨き（グレージング、グレージングマシン）と組み合わせると、非常に上品で自然な艶感の出る仕上げが出来る。

## 原料
材料は、多く、アクリルエマルジョンやウレタンエマルジョン、硝化綿ラッカーやウレタン塗料が多く使われる。
下塗りには、アクリルエマルジョンやウレタンエマルジョン、その他に、水に分散されたワックス、カゼインなど、様々な水溶性原料が使用される。
上塗りには、、有機溶剤系である硝化綿ラッカーやウレタン塗料が多いが、最近は、環境への影響を配慮して、有機溶剤を含まないウレタンエマルジョンによる仕上げも行われている。